# Cristianesimo in Niger
Il cristianesimo in Niger è una religione di minoranza. La religione più diffusa in Niger è l'islam, professato dalla maggioranza della popolazione. Secondo i dati del censimento del 2012, il 99,3% della popolazione è musulmana; i cristiani rappresentano lo 0,3% della popolazione; lo 0,2% della popolazione segue le religioni africane tradizionali; lo 0,1% segue altre religioni e il rimanente 0,1% non segue alcuna religione. Secondo le stime dell'Association of Religion Data Archives (ARDA) riferite al 2015, il 95% circa della popolazione segue l'islam, il 4% circa segue le religioni africane tradizionali e i cristiani rappresentano circa lo 0,3% della popolazione. La costituzione del Niger sancisce la separazione fra stato e religioni, vieta le discriminazioni religiose e riconosce la libertà religiosa nel rispetto dell'ordine pubblico. Tutti i gruppi religiosi devono registrarsi presso il Ministero dell'interno; appena la registrazione è approvata, diventano ufficialmente riconosciuti. I gruppi religiosi non registrati non hanno il permesso di operare. Nella scuola pubblica non è previsto l'insegnamento delle religioni, che può essere effettuato nelle scuole private gestite dalle organizzazioni religiose riconosciute; per aprire una scuola privata, è necessaria l'autorizzazione del Ministero dell’interno e del Ministero dell'educazione. Il proselitismo religioso in pubblico è vietato a tutti i gruppi religiosi per motivi di ordine pubblico, ma è consentito il proselitismo in privato. La conversione dei musulmani ad un'altra religione non è vietata dalla legge, purché tale religione sia tra quelle riconosciute dal governo. Nonostante l'islam moderato sia in maggioranza e i rapporti tra le fedi religiose siano stati in passato pacifici, negli ultimi anni ci sono stati episodi di violenza da parte di gruppi estremisti: in particolare, dopo l'attentato alla sede di Charlie Hebdo nel 2015, ci sono state proteste in Niger con attacchi a chiese. Per contrastare i rischi di radicalizzazione e derive estremistiche, il governo ha promosso nel 2017 la costituzione del Forum islamico, che riunisce più di 50 organizzazioni islamiche del Paese.

## Confessioni cristiane presenti
La maggioranza dei cristiani in Niger sono protestanti (circa lo 0,2% della popolazione), mentre i cattolici rappresentano circa lo 0,1% della popolazione.

### Cattolicesimo
La Chiesa cattolica è presente in Niger con una sede metropolitana (l'arcidiocesi di Niamey) e una diocesi suffraganea. 

### Protestantesimo
Le principali denominazioni protestanti presenti in Niger sono le seguenti:
- Chiesa evangelica della Repubblica del Niger: fondata nel 1961, è la maggiore denominazione protestante del Niger e aderisce alla Comunione mondiale delle Chiese riformate;
- Comunione anglicana: è presente nel Paese con la Provincia anglicana del Niger, provincia ecclesiastica della Chiesa della Nigeria;
- Unione delle Chiese protestanti evangeliche del Niger, fondata nel 1991;[5]
- Assemblee di Dio del Niger: l'organizzazione, espressione dell'Assemblea Mondiale delle Assemblee di Dio, è arrivata in Niger nel 1992 con una missione proveniente dalla Nigeria;
- Chiesa cristiana avventista del settimo giorno: presente nel Paese dal 1986, comprende oggi 2 chiese e un migliaio di membri.

Sono inoltre presenti gruppi pentecostali e battisti.